# Holotrichia vidua
Holotrichia vidua är en skalbaggsart som beskrevs av Sharp 1876. Holotrichia vidua ingår i släktet Holotrichia och familjen Melolonthidae. Inga underarter finns listade i Catalogue of Life.